# 가와베촌 (니가타현)
가와베촌(川辺村)은 니가타현 히가시쿠비키군에 설치되었던 촌이다. 현재의 조에쓰시에 해당한다.